# Kaliánoi
Kaliánoi (Kalianoi) är en ort i Grekland.   Den ligger i prefekturen Nomós Korinthías och regionen Peloponnesos, i den södra delen av landet, 110 km väster om huvudstaden Aten. Kaliánoi ligger 697 meter över havet och antalet invånare är 174.
Terrängen runt Kaliánoi är kuperad åt sydost, men åt nordväst är den bergig. Runt Kaliánoi är det glesbefolkat, med 20 invånare per kvadratkilometer. Närmaste större samhälle är Nemea, 16,4 km sydost om Kaliánoi. 